# つがる市立図書館
つがる市立図書館（つがるしりつとしょかん）は、青森県つがる市柏稲盛（いせ）にある公共図書館である。大型ショッピングセンター、イオンモールつがる柏の中に開館している。

## 概要
2005年に5つの町村が合併して誕生したつがる市には図書館がなく、市立図書館設置計画は財政的な問題から10年近くにわたって実行されなかった。2014年に図書館流通センター (TRC) が、費用を抑えて開館できるショッピングセンターでの開館を提案して、開館に至った。

## 沿革
- 2016年（平成28年）7月29日 - 開館[3]

## 開館時間
- 10:00〜20:00
  - 年末年始は、開館時間が変更される。

## 休館日
- 毎月最終月曜（最終月曜が祝日と重なる場合は、直後の平日が休館となる。また、12月は曜日配列により、変更される場合がある。なお、2019年までは、夏休み期間中の7月は無休だった。）
- 特別整理期間（年間5日ほど）
  - 他の公立図書館とは異なり、年末年始も開館する[4]。
- 館内システムの更新が行われる日は、臨時全面休館となる[5]。

### 新型コロナウイルス感染拡大に関する休館等
- 2020年4月21日から5月18日まで、新型コロナウイルス感染拡大防止の為、臨時休館となる[6]。なお、翌19日から再開したが、一部サービスは引き続き利用できない[7]。6月13日からは、館内閲覧などのサービスも再開した[8]。
- 2021年9月1日から26日まで、新型コロナウイルスの感染拡大抑止の為、「貸出・返却・予約」を除く、全てのサービスを休止する[9]。
- 2022年1月21日から3月6日(予定)まで、新型コロナウイルス感染拡大防止対策により、臨時休館となる[10][11]。

## 特徴
- エントランスには、カフェ「タリーズコーヒー」が併設[12]されており、蓋の付いた飲料であれば、館内への持ち込みや飲用が認められている[1]。また、『課題解決⽀援サービス』に力を入れており、その一環として、館内で貸し出されるタブレット端末から農業関係の有料データベースが利用できる[1]。

## アクセス
- イオンモールつがる柏#アクセスを参照。